# Skleritis
Skleritis ili zapaljenje beonjače je teška upala duboke episklere i beonjače koja ugrožava vid. Simptomi su umeren do jak bol, crvenilo (hiperemija) očne jabučice, suzenje i fotofobija. Najčešće se javlja kod žena starih od 30 do 50 godina, među kojima je najviše onih koje boluju od bolesti vezivnog tkiva poput reumatičnog artritis, sistemskog eritemskog lupusa, nodoznog poliarteritisa, Wegenerove granulomatoze ili recidivirajućih polihondritis. Retki su slučajevi izazvani infekcijom. Skleritis najčešće zahvaća prednji segment oga i javljuja se u tri oblika kao: difuzni, nodularni i nekrotizirajući (perforirajuća skleromalacija).
Dijagnoza skleritisa se postavlja klinički, a leči se sistemskom primenom kortikosteroida i imunosupresora. Nelečeni skleritis može dovesti do gubitka vida. 

## Anatomija
Sklera ili beonjaća (lat. sclera) na koju otpada oko 83 posto površine očiju, čini zadnji deo fibrozne opne očne jabučice (lat. bulbus oculi). Njena spoljašnja površina je ispupčena i pokrivena fascijalnim omotačem (lat. vagina s. fascia bulbi), a napred još i vežnjačom (lat. tunica conjunctiva bulbi). Unutrašnja površina je izdubljena i odgovara sudovnjači (lat. choroidea).
Beonjača je čvrsta, nerastegljiva, beličasta i neprozirna opna. Ima oblik lopte presečene na prednjem kraju. U taj veliki kružni otvor uvlači se periferna ivica rožnjače. Osim ovog otvora, na beonjači se nalaze još nekoliko manjih otvora za prolaz nerava i krvnih sudova.
U beonjači postoji venski sinus (lat. sinus venosus sclerae) ili (lat. canalis Schlemmi). Smešten je oko limbusa rožnjače. Ispunjen je očnom vodicom (lat. humor aquosus), a inervisana je ograncima kratkih cilijarnih nerava (lat. nn. ciliares breves).
Arterije beonjače potiču od prednjih i kratkih zadnjih cilijarnih arterija (lat. aa. ciliares anteriores, aa. ciliares posteriores breves). Vene su pritoke kovitlastih vena (lat. vv. vorticosae). Limfnih sudova nema.

## Etiopatogeneza
Skleritis je povezana sa autoimunim bolestima, i najčešće se javlja kada imuni sistem napada i uništava zdravo tkivo tela pogrešno ga prepoznajući kao strano  Bolesti koje najčešće mogu izazvati skleritis su: 
- Različiti oblici zapaljenog artritisa;[15]
- Infekcija oka;[1]
- Lupus;
- Određeno bolest vezivnog tkiva;
- Inflamatorna bolest creva;[1]
- Sjogrenov sindrom;
- Granulomatoza sa poliangiitisom;
- Skleroderma

Skleritis može takođe rezultirati od traume do oka ili, retko, može biti izazvan od gljivice ili parazita. Ponekad je razlog nepoznat.
Skleritis se javlja najčešće kod osoba starijih od 30 do 60 godina, a jako retko kod dece. U gotovo polovine slučajeva, skleritis je povezan sa osnovnim autoimunskim poremećajem kao što je reumatoidni artritis. 

## Oblici bolesti
Postoje dva glavna tipa skleritisa: prednja i zadnja.

### Prednji sklaritis
Prednji skleritis, koji je najčešći tip, utiče na prednji deo sklera. Postoje tri podvrste prednjeg skleritisa:

### Difuzni skleritis
On je najčešći tip i najčaćče je najlakši oblik. Ovaj tip pokazuje široko rasprostranjenost crvenila i upalu duž čitave beonjače ili u njenom prednjem delu. 
Nodularni skleritis
Ovaj obilk se karakteriše prisustvom nodula što mu i sam naziva kaže, ili udubljenja, često nežnih na dodir, na površini oka.
Nekrotizujući skleritis
Ovo je najteži oblik prednjeg skleritisa. Ima sposobnost uništavanja skleralnog tkiva i u retkim slučajevima može dovesti do gubitka očiju. Ovaj oblik obično karakteriše ekstremni bol (mada retka forma može nastati bez bolova).

### Zadnji skleritis,
Zadnji ili posteiorni skleritis je retka forma, zadnjeg dela oka i često nije vezana za osnovni sistemski poremećaj. Posteriorni skleritis se može razviti samostalno ili sa prednjim oblikom skleritisa. Osobe sa ovim oblikom skleritisa mogu imati jake bolove u oku. Ovaj oblik može izazvati komplikacije koje dovode do godlubljivanja mrežnjače i glaukoma zatvorenog ugla.

## Klinička slika
Simptomi skleritisa uključuju sledeće znake i simptome
- Zamagljen vid, u nekim slućajevima moguće je delimični ili potpuno gubljenje vida.[24]
- Bol i gubitak osećaja u oku
- Crvena prebojenost beonjače
- Osjetljivost na svetlost (fotofobija) - vrlo bolna
- Suzenje očiju

U retkim oblicima klinička slika može biti bez bolova u oku ili crvenila oka.

## Dijagnoza
Dijagnoza se postavlja kliničkim pregledom i dopunskim testovima, poput onog ko koga se unutrašnjost i spoljašnost oka pregledava uz pomoću prorezane lampe, koja usredsređuje intenzivan snop svetlosti u oči dok oftalmolog gleda kroz biomikroskop.
Za potvrdu infektivnog skleritisa potrebno je pregledati razmaze ili biopsiom oka uzete uzorke, pregled krvi i drugi testovi. 
Pošto skleritis može biti povezan sa drugim poremećajima, u dijagnostici je neophodna i konsulatcije sa specijalistima drugih grana medicine kako bi se otkrio osnovni uzrok bolesti.
Kod zadnjeg skleritisa može biti potrebano CT–om, magnetnom rezonantnom tomografijom  ili ultrasonografijom, potvrditi dijagnozu.

## Terapija
Skleritis je ozbiljno stanje koje može dovesti do gubitka vida. Prema tome, treba ga lečiti čim simptomi skleritisa postanu očigledni.
Lečenje zavisi od vrste skleritisa. U većini slučajeva dovoljna je primarna terapija koja se zasniva na primene sistemskih kortikosteroida (npr prednizona u dozi od 1 mg/kg PO jednom/dan). Ako skleritis ne odgovori na sistemsku primenu kortikosteroida ili ako bolesnik ima nekrotizirajući skleritis i bolest vezivnog tkiva, indikovana je sistemska imunosupresija ciklofosfamidom ili azatioprinom, ali samo uz saglasnost reumatologa.
U težim slučajevima, operacija može biti neophodna za popravku oštećenog tkiva sklere, činme se sprečava dalji gubitak vida. Kod preteće perforacije sklere može biti indikovana i transplantacija bjeonjače.
U slučajevima kada je skleritis uzrokovan drugim poremećajem u telu, lečenje te bolesti je takođe neophodno za kontrolu simptoma skleritisa.
Prilikom terapije treba imati u vidu da se, uprkos lečenju, skleritis može ponoviti, i zato je važno da oftalmolog i/ili drugi stručnjaci redovno i potpuno tretiraju skleritis.

## Prognoza
Od ukupno broja bolesnika sa skleritisom,  za godinu dana u njih 14%, a ta tri godine u njih 30% javljaju se znaci smanjenja oštrine vida. Stopa smrtnosti u bolesnika s nekrotizirajućim skleritisom i pratećim sistemskim vaskulitisom iznosi i do 50% nakon 10 godina od početka bolesti. (uglavnom zbog infarkta miokarda).

## Spoljašnje veze
- Šta je skleritis? — Američka akademija za oftalmologiju, 2018 (језик: енглески)

|  | Molimo Vas, obratite pažnju na važno upozorenje u vezi sa temama iz oblasti medicine (zdravlja). |